# Stigmatophora acerba
Stigmatophora acerba là một loài bướm đêm thuộc phân họ Arctiinae, họ Erebidae.